# Sunshine (stazione sciistica)

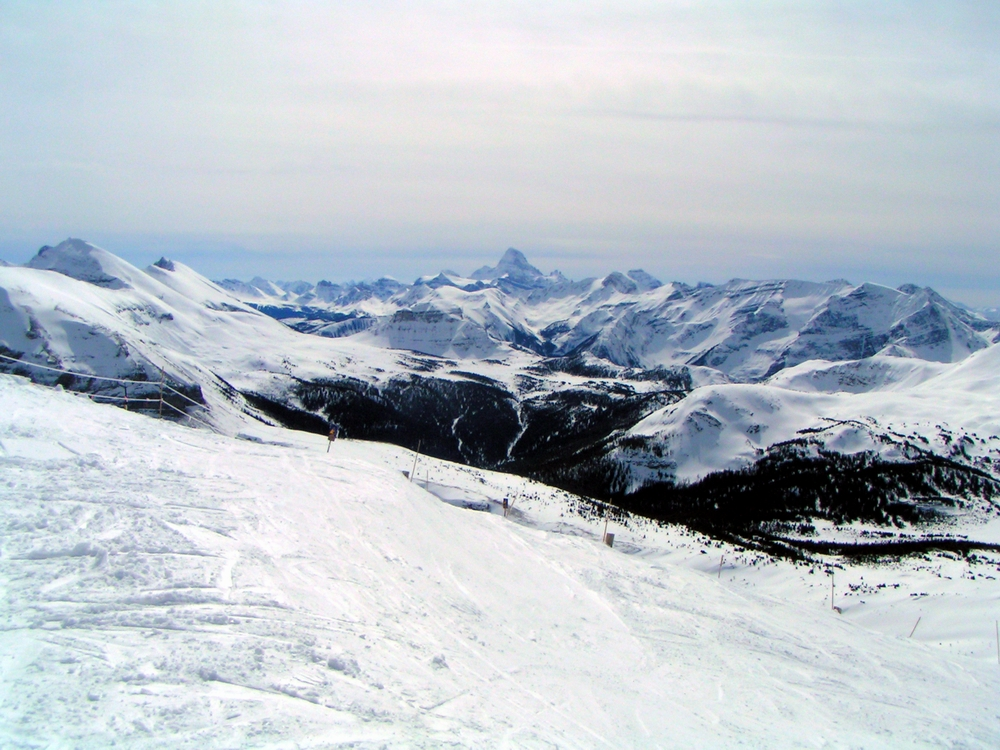
Il comprensorio sciistico di Sunshine con il Monte Assiniboine

Sunshine è un comprensorio sciistico (detto anche Sunshine Village) canadese che si estende nel Parco nazionale Banff, nell'Alberta, presso la città di Banff. Attrezzato con 107 piste e 19 impianti di risalita, si estende per 13,6 km², tra i 1660 e i 2730 m s.l.m.; mediamente, a Sunshine cadono 914 centimetri di neve all'anno. Il comprensorio ha ospitato anche gare della Coppa del Mondo di sci alpino.